# Marcin Weryha-Darowski
Marcin Weryha-Darowski herbu Ślepowron (ur. w 1737 roku) – generał adiutant królewski w 1768 roku, pułkownik wojsk koronnych ok. 1766 roku, sekretarz legacji w Berlinie, komornik graniczny podolski w 1783 roku, konsyliarz konfederacji generalnej koronnej w konfederacji targowickiej.